# Rolf Rodenstock

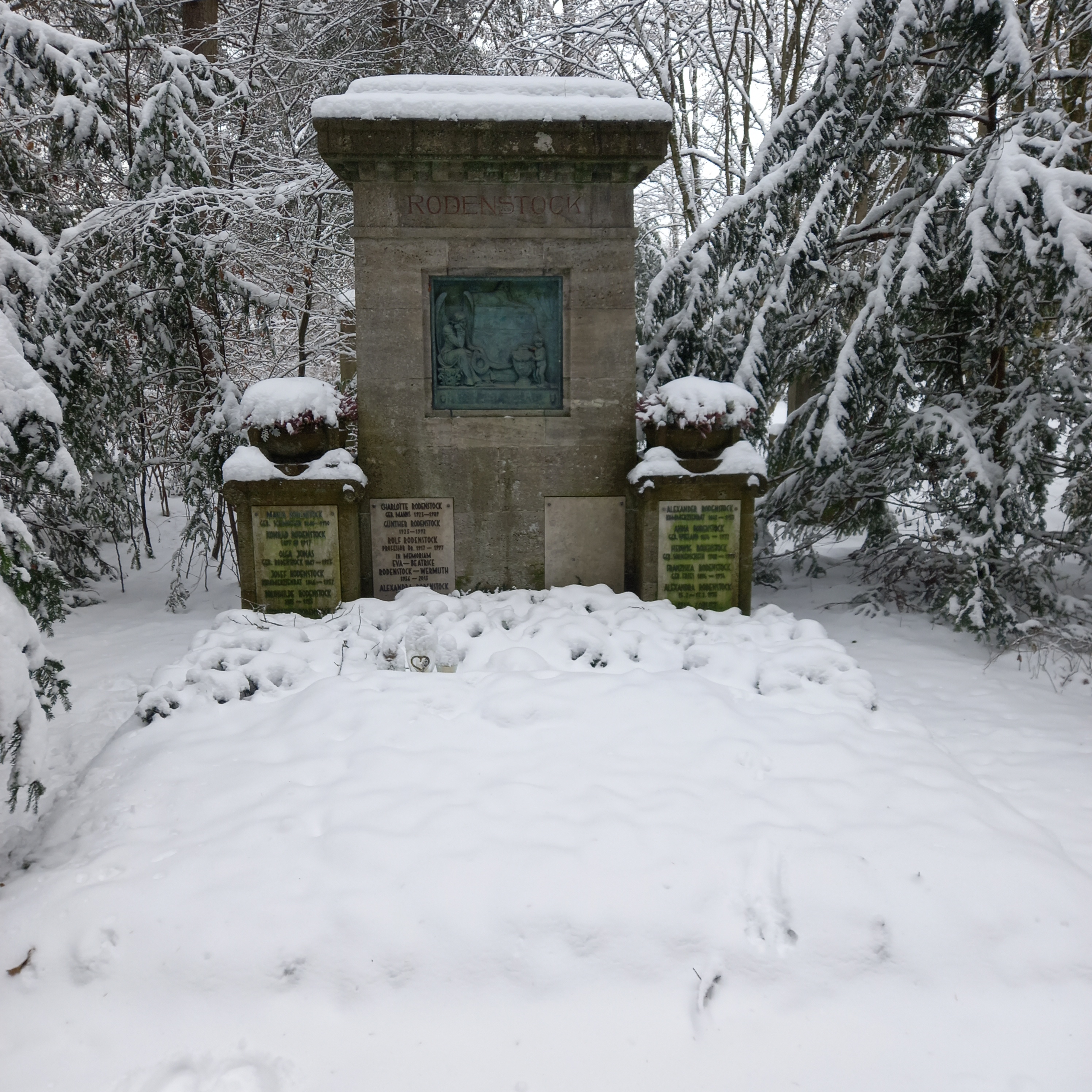
Das Grab von Rolf Rodenstock im Familiengrab auf dem Waldfriedhof (München)

Rolf Rodenstock (* 1. Juli 1917 in München; † 6. Februar 1997 ebenda) war ein deutscher Ökonom, Leiter des Familienunternehmens Rodenstock und Wirtschaftsfunktionär.

## Leben
Der Sohn des Unternehmers Alexander Rodenstock studierte ab 1940 Betriebswirtschaft an der Technischen Hochschule München, musste dieses jedoch wegen der Teilnahme am Zweiten Weltkrieg mehrmals unterbrechen. Nach einem Abschluss als Diplom-Kaufmann erfolgte im Jahr 1944 die Promotion zum Dr. rer pol.
1947 habilitierte er sich in München mit der Arbeit Die Genauigkeit der Kostenrechnung industrieller Betriebe und wurde Privatdozent. Von 1956 bis zum Beginn der 1980er Jahre war er Professor für Betriebsorganisation, industrielles Rechnungswesen und technisch-wirtschaftliche Rationalisierung an der Technischen Universität München.
Bereits 1943 übernahm er die Leitung der Betriebswirtschaftlichen Abteilung der Optischen Werke G. Rodenstock in München. 1946 wurde er im väterlichen Unternehmen Mitglied der Geschäftsführung. 1953, nach dem Tod seines Vaters, übernahm er die Leitung der Optischen Werke als persönlich haftender Gesellschafter.
Unter seiner Leitung wurde die Firma zu einem der führenden Herstellern von Brillengläsern, Brillenfassungen und Präzisionsoptik in Europa. Ab 1983 teilte er die Unternehmensführung mit seinem Sohn Randolf Rodenstock, der 1990 die operative Geschäftsführung allein übernahm. Rolf Rodenstock blieb Gesellschafter.
Er war 1947 Mitbegründer des Fachverbands Feinmechanik und Augenoptik und bis 1964 dessen Vorsitzender. Seit 1949 gehörte er dem Präsidium des Landesverbands der Bayerischen Industrie an und führte es von 1955 bis 1977. Seit 1952 war er Vorstandsmitglied des Bundesverbandes der Deutschen Industrie (BDI), vom September 1978 bis Ende 1984 dessen Präsident.
Von 1966 bis 1978 war er Präsident des Instituts der deutschen Wirtschaft in Köln. 1971 wurde er Vizepräsident der Vereinigung der Arbeitgeberverbände in Bayern. 1971 bis 1990 war er Präsident der Industrie- und Handelskammer für München und Oberbayern.
Am 3. Juli 1959 – er war gerade 42 Jahre alt geworden – wurde ihm der Bayerische Verdienstorden verliehen. Die Ehrenbürgerschaft der Stadt Regen wurde ihm am 24. Februar 1977 verliehen.
Aus der Ehe mit Inge Rodenstock (* 1936) stammt der gemeinsame Sohn Benedict Rodenstock (* 1970).

## Veröffentlichungen
- Möglichkeiten und Grenzen unternehmerischer Tätigkeit. Köln 1973
- Macht und Verantwortung der Verbände in der Demokratie. Köln 1976
- Standortbestimmungen eines Unternehmers. Köln 1977

## Auszeichnungen
- 1959: Bayerischer Verdienstorden
- 1977: Großes Bundesverdienstkreuz mit Stern und Schulterband
- Officier de la Legion d'Honneur
- 1982: Goldene Ehrenmünze der Landeshauptstadt München
- 1984: Goldmedaille des "B’nai B’rith"
- 1986: Goldene Bayerische Verfassungsmedaille
- 1991: Großes Goldenes Ehrenzeichen der Republik Österreich